# Desert Road Summit
Der Desert Road Summit ist der höchste Pass Neuseelands, der von einem State Highway überquert wird.

## Geographie
Der Pass liegt auf 1074 m mit dem 2797 m hohen Ruapehu im Westen und dem 1546 m hohen Waipahihi im Osten, der Teil der Kaimanawa Mountains ist. Die Wasserscheide trennt das Flusssystem des Waikato River und des Rangitīkei River sowie die Regionen Waikato im Norden und Manawatū-Whanganui im Süden.

## Verkehr
Der Summit ist der höchste Punkt der Desert Road, welche den Namen wegen der Rangipo Desert trägt, die sie durchquert. Die Straße ist Teil des SH 1, der hier von Tūrangi im Norden kommend nach Waiouru im Süden führt. Damit ist dies der höchste im Netzwerk der neuseeländische State Highways liegende Pass und nur zwei Meter niedriger, als der höchste über eine befestigte Straße befahrbare Pass Neuseelands, des Crown Range Road Summit.